# Mikas Lipčius
Mikas Lipčius (* 19. Dezember 1894 in Bernotai, Wolost Betygala, heute Rajongemeinde Raseiniai; † 25. Juni 1942 oder 24. Dezember 1941 in den Lagern von Petschora, Komi) war ein litauischer Politiker und Vizeminister.

## Leben
Von 1914 bis 1916 lernte Lipčius im Polytechnikum in Riga. Von 1916 bis 1918 studierte er am Landwirtschaftlichen Institut in Moskau. 1918 war er Freiwilliger der Litauischen Armee. Im jetzt unabhängigen Litauen arbeitete er 1919 im Verteidigungsministerium Litauens. Von 1919 bis 1923 war er der erste Leiter der Abteilung für Spionage des litauischen Generalstabs. Von 1923 bis 1924 arbeitete er als Vizeminister im Innenministerium Litauens. 1927 absolvierte er die Schule der Politikwissenschaften in Paris. Bis 1940 leitete er als Direktor das Finanzdepartement im Finanzministerium Litauens.
1940 kam Litauen unter Kontrolle der Sowjetunion, wurde dann deren Teil. Lipčius wurde im selben Jahr verhaftet und in das Gefängnis in Kaunas und dann in Vilnius gebracht. 1941 wurde er in die Lager bei Petschora nach Komi verbracht, wo er im selben oder folgenden Jahr starb.

## Auszeichnungen
- 1921: Orden des Vytis-Kreuzes, 1. Stufe
- 1938: Gediminas-Orden, 2. Stufe